# WWE
«WWE» («World Wrestling Entertainment») — найбільший промоушен реслінгу. Заснований Родеріком Джеймсом МакМеном і Тутсом Мондтом в 1952 році і спочатку називалася «Capitol Wrestling Corporation», яка потім стала санкціонуючим органом для «World Wide Wrestling Federation» («WWWF»). У 1954 році після смерті Родеріка МакМена до управління компанії приступив його син Вінсент Джеймс, а 1982 році його онук Вінсент Кеннеді. З 1979 до 2002 року компанія називалася «World Wrestling Federation» («WWF»).
Нині промоушен «WWE» поділяється на три бренди: «RAW», «SmackDown» та підготовчий бренд «NXT», які випускають свої програми щотижня, збираючи чималу аудиторію як на аренах, так і біля телеекранів. Проте головною шоу-подією року являється «WrestleMania», яка збирає від 70 до 100 тисяч осіб на арені та мільйони телеглядачів. Також ключовими програмами року вважаються: «SummerSlam», «Royal Rumble», «Survivor Series» та «Money in the Bank».
Зараз «World Wrestling Entertainment» («WWE») є найбільшою в Америці й в усьому світі федерацією професійного реслінгу, заходи якого транслюються в більш ніж 150 країнах (загалом контент WWE можна побачити у більш ніж 1 мільярді будинків по всьому світу 30 мовами). Число любителів даного виду «спорту» тільки в США становить десятки мільйонів, а світова аудиторія вимірюється сотнями мільйонів (кількість підписників тільки на платформі YouTube становить понад 105 млн., а загальна кількість підписників на сторінки в таких соцмережах як: Instagram, Facebook, TikTok та Twitter (X) складає понад 165 млн.). В минулому столітті найвідомішою зіркою реслінгу у всьому світі вважається: Халк Хоган, а в теперішньому: Двейн Джонсон «The Rock», які власне і мають першочергове відношення саме до «WWE».
У 2023 році компанія WWE об'єдналася із культовим промоушеном змішаних єдиноборств UFC — після чого сформувалась нова публічна компанія TKO Group Holdings (засновники: Арі Емануель та Вінс Макмен), а ключовою фігурою у  
творчому менеджменті «WWE» став Пол Майкл Левек «Triple H» (зять Вінса Макмена). Президент компанії — Ніколас Хан. Головний транслятор шоу PPV з 2025 року — Netflix.

## Історія WWE

### World Wide Wrestling Federation (1963—1979)
24 січня 1963 в Торонто проходив матч між Бадді Роджерсом і Лу Тезом за титул чемпіона світу NWA у важкій вазі. Матч проходив за правилами «до першого фолу» незважаючи на те, що в той час титульні матчі йшли як мінімум до двох. Тез переміг Роджерса, вигравши титул, але промоутери одного з відділень National Wrestling Alliance (CWC) Раймонд Мондт і Вінс МакМен-старший не визнали Теза своїм чемпіоном і на знак протесту оголосили про вихід CWC зі складу NWA, утворивши WWWF. У квітні Роджерсу був вручений новий титул чемпіона світу WWWF у важкій вазі, але в 1971 році WWWF знову увійшла до складу NWA.

### World Wrestling Federation
У березня 1979 року федерація була перейменована в WWF (World Wrestling Federation (укр. Всесвітня федерація реслінгу)). Через рік WWF перекуповує син Вінса МакМена-старшого — Вінс МакМен-молодший, а в 1982 році знову виводить свою компанію зі складу NWA. Вінс стає головним реформатором реслінгу. У 1983 році WWF отримує тайм-слот на національному телебаченні (USA Network, шоу «WWF All-American Wrestling»). МакМен підписує контракт з Халком Хоганом, і 23 січня 1984 реслер перемагає Залізного Шейха, виграючи титул «Чемпіона світу WWF у важкій вазі». Вінс Макмехон починає скуповувати багато відділення NWA, утворюючи велику монополію.
31 березня 1985 Вінс представляє на загальний огляд новий формат шоу — PPV, а саме Реслманія.

### Золота доба
Після появи «РеслМанії», вперше заговорили про формат «спортивна розвага», який вигадав Макмен. У WWF дебютували такі відомі реслери з AWA і NWA, як Останній Воїн, Ренді Севідж, Джейк Робертс, Брет Харт, Шон Майклз, Марті Джаннетті, Джеррі Лоулер, Харлі Рейс, Рік Руд та інші. Але всі основні події федерації відбуваються навколо головної зірки — мегафейса Халка Хогана. З'являється таке явище, як Халкоманія. 29 березня 1987 проходить найбільше в історії реслінг-шоу — Реслманія III. На стадіоні зібралося 93173 глядача. У головному бою цього шоу Халк Хоган переміг Андре Гіганта.

### «Війни по понеділках»
Це триває до 1993 року. У 1993 році у Халк Хоган покидає WWF після стероїдного скандалу, через який Вінс МакМехон був змушений (хоч і формально) відмовитися від посади президента компанії на користь своєї дружини Лінди. Головними зірками стають Брет Харт, Шон Майклз, Андертейкер, «Бритва» Рамон (Разор Рамон, Скотт Холл) і Дизель (Кевін Неш). В цей же час Халк Хоган і Ренді Севедж стають головними зірками інший великий федерації реслінгу — WCW. Незабаром Кевін Неш і Скотт Холл також переходять у WCW, організовуючи разом з Хоганом угруповання «Новий світовий порядок». Починається «Війна по понеділках» між двома шоу (Monday Night RAW від WWF та Monday Nitro від WCW відповідно), які одночасно йдуть у прайм-таймі національного телебачення США.
Через «Війни по понеділках» в WWF починається криза. Саме через це відбувається така подія, як «Монреальський облом» (Survivor Series 1997), після чого компанію залишає Брет Харт.

### Ера Attitude
Офіційним початком ери Attitude вважається 29 березня 1998 року коли Стів Остін переміг Шона Майклза на РеслМанії XIV, вигравши титул «Чемпіона світу WWF у важкій вазі». Сюжети і матчі в WWF стають все більш жорстокими і драматичними — це змушує глядачів переживати за своїх героїв. У центрі всього триває конфлікт шоу WWE Monday Night Raw та шоу WCW Monday Nitro. Одним з найяскравіших подій ери Attitude було протистояння Стіва Остіна і Вінса Макмехона. 13 квітня 1998 Остін і Макмехон вперше сходяться на рингу в матчі 1 на 1. У цей день рейтинг RAW is WAR вперше за два роки б'є рейтинг WCW Nitro.
Політика, яку вела компанія під час ери Attitude, виявилася правильною: поки WCW отримувала рейтинги за рахунок старих зірок реслінгу, в той час як WWF розкручувала своїх реслерів, таких як Стів Остін, Скала, Трунар, Гравець (Triple H), Ікс-Пак , Кейн. У результаті «Війна по понеділках» закінчилася банкрутством WCW. 23 березня 2001 Шейн Макмехон, син Вінса Макмехон, купив WCW, а 26 березня пройшов останній випуск WCW Monday Nitro, у якому був запущений сюжет з «Вторгненням» зірок WCW і ECW в WWF.
Ще до падіння WCW, WWE перекуповувала в неї реслерів, які зробили потім кар'єру в WWE (наприклад Стоун Колд Стів Остін, Мейнкайнд або Вейдер).
9 грудня 2001 чемпіон WCW Кріс Джеріко перемагає «Чемпіона WWF» Стіва Остіна і об'єднує обидва титули в титул «непереможного чемпіона WWF».
Тим часом тривав фьюд Остіна і Містера Макмехона (останній, щоб звалити Остіна організував угруповання, яку назвав Корпорація, а пізніше перейменував до Корпорації Ада, коли до них додався Андертейкер.
Вважається, що Ера Attitude офіційно закінчилася на Рестманії Х-Сім, коли в матчі за титул Чемпіона WWE зустрілися два найкращих реслери цієї ери — Двейн Джонсон і Стів Остін. Матч виграв останній.
6 травня 2002 WWF програє суд Всесвітньому фонду дикої природи (World Wildlife Fund, теж WWF) і вимушено змінює назву на WWE (World Wrestling Entertainment).

### Ера «Ruthless Aggression»
У квітні 2002 року весь ростер WWE ділиться на два бренди — RAW і SmackDown (За назвою двох головних телевізійних шоу WWE. Спочатку був запущений сюжет, за яким генеральні менеджери брендів боролися за право володаря титулу непереможного «Чемпіона WWE» — спочатку Халк Хоган і Андертейкер тримали титул на SmackDown!, А потім Скала повернув його на RAW. Але після того, як титул виграв Брок Леснар і вирішив залишитися з ним на SmackDown!, Генеральний менеджер RAW Ерік Бішофф заснував свій головний титул для реслерів RAW. Першим його володарем став Тріпл Ейч, який переміг Ріка Флера тієї ж ночі.
З тих пір в WWE існує 2 головних титулу — «Чемпіон WWE» на RAW, і «Чемпіон світу у важкій вазі» на SmackDown!.
Найкращими реслерами вважалися Джон Сіна і Батіста, найдовше володіють титулом «Чемпіона WWE» (не рахуючи часів, коли федерація називалася WWF) і «Чемпіона світу у важкій вазі» відповідно. Джон Сіна, незважаючи на високу популярність, проте, багато разів піддавався жорстокій критиці і образи з боку уболівальників (найчастіше за стиль боротьби на рингу).
26 травня 2006 організовується третій бренд WWE — відроджене ECW (WWE ECW), а разом з ним і новий світовий титул — «Чемпіон ECW» за версією WWE. Першим Чемпіоном ECW, за версією WWE, став Роб Ван Дам. З початку 2010 року бренд закрито, а замість нього з'явилося NXT.
За цей період з'явилися такі зірки, як Джон Сіна, Ренді Ортон, Рей Містеріо, Букер Ті, Батіста, Едж, Роб Вам Дам, Джонні Нітро, Брати Харді і інші. Пішли такі реслери, як Кріс Бенуа, Едді Герреро, Тест, Рік Флер, JBL і Курт Енгл.

### Ера PG
Почалась в 2009 році. Характерна тим, що федерація дотримується правил рейтингу PG. Рейтинг PG — даний рейтинг показує, що оцінений фільм може містити деякі сцени, перегляд яких маленькими дітьми міг би не сподобатися їх батькам. Матеріал, який може бути присутнім у фільмі, повинен бути пояснений і розібраний з дітьми перш, ніж їм дозволяють відвідати фільм. Явні сексуальні сцени і сцени вживання наркотиків відсутні; нагота, якщо присутній, то тільки дуже обмежено, жах і насильство не перевищують помірного рівня. Зникла кров, ненормативна лексика і сцени еротичного характеру. Її сенс: підняття аудиторії, підключивши до перегляду реслінгу дітей. Але, до середини 2011 року жорсткі вимоги PG були знижені у зв'язку з поверненнями в реслінг Рока і Стіва Остіна. На шоу знову було дозволено повернути кров в помірних кількостях, а також дозволені деякі ненормативні слова.
18 липня 2011 на Raw Тріпл Ейч, оголосив що рада директорів компанії втратила довіру до Вінса МакМена і усунув його з посади керівника WWE. На його місце був призначений Тріпл Ейч. На RAW 2 квітня 2012 Генеральний менеджер RAW і SmackDown! Джон Лаурінайтіс оголосив, що почалася нова ера — Ера «Влада народу». Її центральним елементом стала боротьба популярного реслера Джона Сіни власне з Генеральним менеджером «Великим Джонні» Лаурінайтісом.
Лаурінайтіс діяв не надто розумно — призначав абсурдні бої, всіляко третирував реслерів, що йому і організовував різного роду підстави для них, у свою чергу висуваючи реслерів, які поважали Джонні за всі його дії. У міру того, як стиль правління Великого Джонні ставав більш і більш автократичним і абсурдним, до його критикам приєдналися і багато інших реслерів — такі як Шеймус і СМ Панк. У підсумку, на радість публіці, Джон Сіна переміг протеже Лаурінайтіса Біг Шоу на платному шоу No Way Out і, за умовами бою, Вінс МакМен, знову з'явився після свого торішнього відсторонення, «офіційно звільнив» менеджера, після чого почалися пошуки нового менеджера для обох брендів.
На 1000 випуску RAW на превеликий подив глядачів Генеральним менеджером призначили Ей Джей Лі. На випуску шоу SmackDown! від 4 серпня Генеральним менеджером цього бренду був призначений Букер Ті. На шоу RAW від 26 жовтня Вінс МакМен звільнив Ей Джей і призначив нового GM RAW Віккі Герреро. На шоу «RAW» від 2 липня волею народу була звільнена Вікі Герреро, і на пост GM RAW був призначений Бред Меддокс.
За цей час WWE представив світові таких реслерів, як СМ Панк, Шеймус, Міз, Альберто дель Ріо, Кофі Кінгстон, Уейд Баррет, Денієл Браян, Коді Роудс і Дольф Зіглер. Іноді з'являлися такі легенди, як Рок, Стів Остін, Брет Харт, Кевін Неш, Едж і Брок Леснар. Перший і зовсім став «Чемпіоном WWE» увосьме, перервавши серію СМ Панка, яка тривала рекордних 434 днів (побивши тим самим рекорд Джона Сіни, який у 2006—2007 рр.. Був чемпіоном WWE 380 днів.

## Філії WWE
WWE Libraries: заснований у 2001 році для зберігання реліквій WWE, записів програм WWE і WCW і документів обох компаній.
WWE Studios: заснований в 2002 році для створення та реклами власних фільмів. Також називається WWE Films.
WWE Musik Group: філіал, заснований заради створення музичних тем для реслерів.
WWE Home Video: проект WWE, який займається зйомкою ППВ і записом їх на VHS, DVD або Blu-Ray Disk. Також випускає відеофільми з біографіями реслерів.
WWE Books: філіал WWE, сенс якого полягає у створенні та виданні книг про WWE, наприклад автобіографічних книг з реслера.
WWEShop.com: вебсайт WWE для оформлення покупок речей, виготовлених самої федерацією і її підконтрольними компаніями.

## Історія титулів WWE
За всю свою більш ніж п'ятдесятирічну історію WWE мала велику кількість титулів, які з часом скасовувала або модифікувала. Першим чемпіонським титулом WWE прийнято вважати WWWF United States Tag Team Championship, створений в 1958 році.

## Титули

### Raw
- Чемпіонство Світу у важкій вазі
- Інтерконтинентальне чемпіонство
- Чемпіонство Світу серед жінок
- Інтерконтинентальне чемпіонство серед жінок
- Командне Чемпіонство світу

### SmackDown
- Чемпіонство WWE
- Чемпіонство Сполучених Штатів
- Чемпіонство WWE серед жінок
- Чемпіонство Сполучених Штатів серед жінок
- Командне Чемпіонство WWE

Міжбрендові чемпіонства
- Чемпіонство WWE Speed
- Чемпіонство WWE Speed серед жінок
- Командне Чемпіонство WWE серед жінок
- Чемпіонство Crown Jewel
- Чемпіонство Crown Jewel серед жінок

### NXT
- Чемпіонство NXT
- Чемпіонство NXT серед жінок
- Північноамериканське чемпіонство NXT
- Північноамериканське чемпіонство NXT серед жінок
- Кубок Спадщини NXT
- Командне Чемпіонство NXT

## Реслери і персонал
Повний список персоналу WWE

## Чинні чемпіони WWE

### Чемпіони RAW
| Титул                                    | Чинний(і) чемпіон(и)                       | Дата здобуття  | Шоу               | Попередній(і) чемпіон(и)                 |
| ---------------------------------------- | ------------------------------------------ | -------------- | ----------------- | ---------------------------------------- |
| Чемпіон cвіту у важкій вазі              | Сет Роллінс                                | 2 серпня 2025  | SummerSlam        | Сі Ем Панк                               |
| Інтерконтинентальний чемпіон             | Домінік Містеріо                           | 20 квітня 2025 | Реслманія 41      | Брон Брейккер                            |
| Чемпіон cвіту серед жінок                | Наомі                                      | 13 липня 2025  | Evolution         | Ійо Скай                                 |
| Інтерконтинентальний чемпіон серед жінок | Беккі Лінч                                 | 7 червня 2025  | Money in the Bank | Лайра Валькірія                          |
| Командні чемпіони світу                  | Судний День (Фінн Балор й Джей Ді МакДона) | 30 червня 2025 | RAW               | Новий День (Кофі Кінгстон й Ксав'є Вудс) |

### Чемпіони Smackdown
| Титул                                 | Чинний(і) чемпіон(и)                     | Дата здобуття  | Шоу                | Попередній(і) чемпіон(и)                      |
| ------------------------------------- | ---------------------------------------- | -------------- | ------------------ | --------------------------------------------- |
| Чемпіон WWE                           | Коді Роудс                               | 3 серпня 2025  | SummerSlam         | Джон Сіна                                     |
| Чемпіон Сполучених Штатів             | Соло Сікоа                               | 28 червня 2025 | Night of Champions | Джейкоб Фату                                  |
| Чемпіон WWE серед жінок               | Тіффані Страттон                         | 3 січня 2025   | SmackDown          | Ная Джакс                                     |
| Чемпіон Сполучених Штатів серед жінок | Джулія                                   | 27 червня 2025 | SmackDown          | Зеліна Вега                                   |
| Командні чемпіони WWE                 | Wyatt Sicks (Декстер Люміс та Джо Ґейсі) | 11 липня 2025  | SmackDown          | Вулична Нажива (Монтез Форд й Анджело Докінс) |

### Інші чемпіони
| Титул                             | Чинний(і) чемпіон(и)         | Дата здобуття    | Шоу         | Попередній(і) чемпіон(и)                       |
| --------------------------------- | ---------------------------- | ---------------- | ----------- | ---------------------------------------------- |
| Командні чемпіони WWE серед жінок | Шарлотт Флер та Алекса Блісс | 2 серпня 2025    | SummerSlam  | Судний День (Роксанн Перес та Ракель Родрігес) |
| Чемпіон Crown Jewel               | Коді Роудс                   | 2 листопада 2024 | Crown Jewel | —                                              |
| Чемпіон Crown Jewel серед жінок   | Лів Морган                   | 2 листопада 2024 | Crown Jewel | —                                              |
| Чемпіон WWE Speed                 | Ель Гранде Американо         | 7 травня 2025    | WWE Speed   | Дрегон Лі                                      |
| Чемпіон WWE Speed серед жінок     | Сол Рука                     | 16 квітня 2025   | WWE Speed   | Кендіс ЛеРей                                   |

### Чемпіони NXT
| Титул                                     | Діючий(і) чемпіон(и)                   | Дата здобуття  | Шоу                 | Попередній(і) чемпіон(и) |
| ----------------------------------------- | -------------------------------------- | -------------- | ------------------- | ------------------------ |
| Чемпіон NXT                               | Оба Фемі                               | 7 січня 2025   | NXT New Year's Evil | Трік Вільямс             |
| Чемпіон Північної Америки NXT             | Ітан Пейдж                             | 27 травня 2025 | NXT                 | Ріккі Сейнтс             |
| Чемпіон NXT серед жінок                   | Джейсі Джейн                           | 27 травня 2025 | NXT                 | Стефані Вакер            |
| Чемпіон Північної Америки NXT серед жінок | Сол Рука                               | 19 квітня 2025 | NXT Stand & Deliver | —                        |
| Командні чемпіони NXT                     | Генк і Танк (Генк Вокер й Танк Леджер) | 19 квітня 2025 | NXT Stand & Deliver | Аксіом та Нейтан Фрейзер |
| Володар Кубку Спадщини NXT                | Ченнінг "Стакс" Лоренцо                | 24 червня 2025 | NXT                 | —                        |

1. ↑  Титул був виграний дуетом представниць Судного Дня Лів Морган і Ракель Родрігес, але Лів зазнала травми і була замінена у складі чемпіонської команди новачком угруповання Роксанн Перес.
2. ↑  Титул був виграний Чадом Ґейблом в образі лучадора у масці Ель Грандо Американо, але він зазнав травми. Чада замінив у даній ролі Людвіг Кайзер.
3. ↑  Стефані Вакер відмовилась від чемпіонського титулу.
4. ↑  Попередній володар, Ноам Дар вакантував титул через травму. Лоренцо переміг у фіналі турніру Тоні Д'Анджело.

## Шоу
- RAW
- SmackDown!
- NXT